# چیاکی کوسوهارا
چیاکی کوسوهارا (انگلیسی: Chiaki Kusuhara; ۱ نوامبر ۱۹۷۵) بازیکن سابق والیبال و والیبال ساحلی اهل ژاپن بود.